# Vrbica, Pljevlja
Vrbica este un sat din comuna Pljevlja, Muntenegru. Conform datelor de la recensământul din 2003, localitatea are 38 de locuitori (la recensământul din 1991 erau 65 de locuitori).

## Demografie
În satul Vrbica locuiesc 37 de persoane adulte, iar vârsta medie a populației este de 57,1 de ani (52,4 la bărbați și 63,5 la femei). În localitate sunt 17 gospodării, iar numărul mediu de membri în gospodărie este de 2,24.
Această localitate este populată majoritar de sârbi (conform recensământului din 2003).
|  |

| Demografie | Demografie | Demografie |
| An         | Locuitori  | Locuitori  |
| ---------- | ---------- | ---------- |
|            |            |            |
|            |            |            |
|            |            |            |
|            |            |            |
| 1948       | 111        |            |
| 1953       | 124        |            |
| 1961       | 132        |            |
| 1971       | 122        |            |
| 1981       | 89         |            |
| 1991       | 65         | 65         |
| 2003       | 38         | 38         |

| \| Componența etnică conform recensământului din 2003[2] \| Componența etnică conform recensământului din 2003[2] \| Componența etnică conform recensământului din 2003[2] \| Componența etnică conform recensământului din 2003[2] \| Componența etnică conform recensământului din 2003[2] \| \| ----------------------------------------------------- \| ----------------------------------------------------- \| ----------------------------------------------------- \| ----------------------------------------------------- \| ----------------------------------------------------- \| \| \| \| \| \| \| \| Sârbi \| Sârbi \| \| 28 \| 73,68% \| \| Muntenegreni \| Muntenegreni \| \| 8 \| 21,05% \| \| necunoscută \| necunoscută \| \| 0 \| 0% \| |              |  |    |        |
| Componența etnică conform recensământului din 2003 |              |  |    |        |
| |              |  |    |        |
| Sârbi | Sârbi        |  | 28 | 73,68% |
| Muntenegreni | Muntenegreni |  | 8  | 21,05% |
| necunoscută | necunoscută  |  | 0  | 0%     |